# Jubal Early
Jubal Anderson Early (Condado de Franklin, Virgínia, 3 de novembro de 1816 — Lynchburg, 2 de março de 1894) foi um advogado e general confederado na Guerra de Secessão. Serviu sob o comando de Stonewall Jackson e depois de Robert Edward Lee por quase toda a guerra, passando de comandante regimental para tenente-general e o comando de um corpo de infantaria no Exército da Virgínia do Norte. Foi o comandante confederado nas principais batalhas das Campanhas do Vale de 1864, incluindo uma incursão ousada até os arredores de Washington, D.C. Os artigos escritos por ele para a Sociedade Histórica do Sul na década de 1870 deram origem ao movimento literário e intelectual do sul dos Estados Unidos chamado Lost Cause.

## Juventude

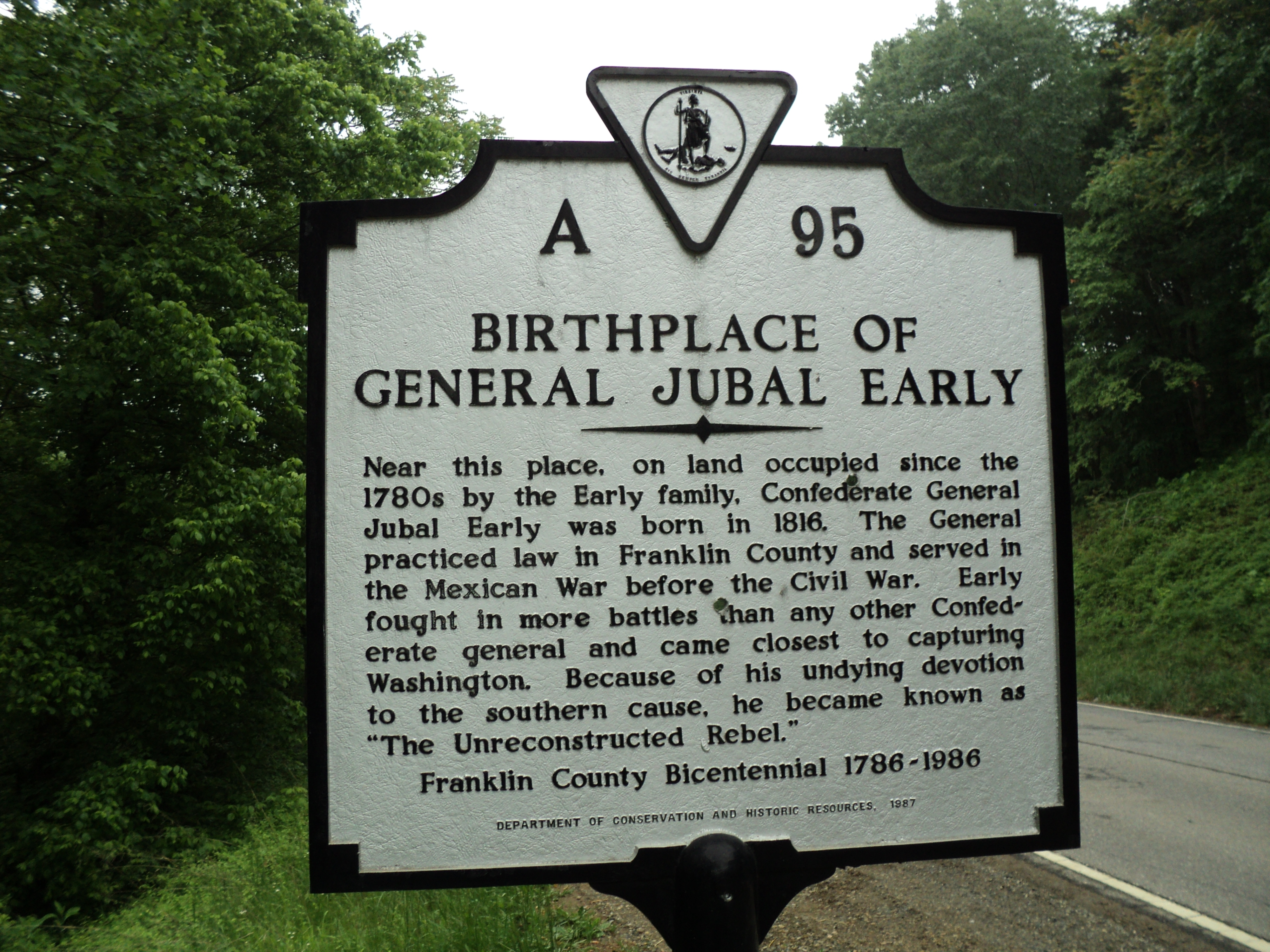
Marco histórico com a indicação do local de nascimento de Jubal Early, no Condado de Franklin, Virgínia.

Early nasceu no condado de Franklin, Virgínia, o terceiro de dez filhos de Ruth Hairston e Joab Early. Formou-se pela Academia Militar dos Estados Unidos em 1837, classificado em 18º lugar em uma turma de 50 alunos. Enquanto esteve na Academia, Early esteve envolvido em uma disputa com um cadete chamado Lewis Addison Armistead. Armistead quebrou um prato na cabeça de Early, um incidente que levou ao desligamento de Armistead da Academia.
Depois de se formar na Academia, Early lutou contra os seminoles na Flórida, como segundo-tenente servindo no 3º Regimento de Artilharia antes de se demitir do Exército pela primeira vez em 1838. Praticou o Direito na década de 1840 como promotor de justiça para os condados de Franklin e Floyd, na Virgínia. Ficou conhecido por um caso no Mississippi, onde derrotou os principais advogados do estado. Sua prática jurídica foi interrompida pela Guerra Mexicano-Americana de 1846 a 1848. Serviu na Câmara dos Deputados da Virgínia de 1841 a 1843.

## Guerra de Secessão
Early foi um Whig e um forte opositor da secessão na convenção da Virgínia de abril de 1861 para tratar desse tema. Porém, indignado pelas ações do governo federal quando o presidente Abraham Lincoln pediu 75 mil voluntários para reprimir a rebelião. Aceitou uma comissão como brigadeiro-general na milícia da Virgínia. Foi enviado para Lynchburg, Virgínia, com a missão de formar três regimentos e mais tarde comandou um deles, o 24º de Infantaria da Virgínia, como coronel do Exército dos Estados Confederados.
Early foi promovido a brigadeiro-general após a Primeira Batalha de Bull Run (ou Primeira Manassas) em julho de 1861. Nessa batalha, mostrou coragem em Blackburn's Ford e impressionou o general P.G.T. Beauregard. Lutou na maioria das grandes batalhas no Teatro Oriental, incluindo as Batalhas dos Sete Dias, a Segunda Batalha de Bull Run, Antietam, Fredericksburg, Chancellorsville, Gettysburg, e inúmeras batalhas no vale do Shenandoah. Durante a Campanha de Gettysburg, a divisão de Early ocupou York, Pensilvânia, a maior cidade do Norte a cair nas mãos dos rebeldes durante a guerra.
Early tinha a confiança e o apoio de Robert Edward Lee, o comandante do Exército da Virgínia do Norte. Lee carinhosamente chamava Early de seu "velho mau", por causa de seu gênio explosivo. Ele apreciava o combate agressivo de Early e a capacidade de comandar as unidades de forma independente. A maioria dos soldados de Early se referia a ele como "Velho Jube" ou "Velho Jubileu" com entusiasmo e carinho. Seus generais subordinados, muitas vezes sentiam pouca afeição por ele. Early era um crítico inveterado e fazia crítica mordaz de seus subordinados, em quase todas as oportunidades. Era geralmente cego para seus próprios erros e reagia ferozmente contra as críticas ou sugestões vindas de seus subordinados.
Early foi ferido em Williamsburg em 1862, quando liderava um ataque em que as possibilidades de êxito eram mínimas.

### Servindo sob o comando de Stonewall Jackson
Ele convalesceu em sua casa em Rocky Mount, Virgínia. Em dois meses, voltou para a guerra, sob o comando do major-general Thomas J. "Stonewall" Jackson, por ocasião da batalha de Malvern Hill. Ali, Early demonstrou sua falta de aptidão  ao longo da carreira para orientar-se no campo de batalha e sua brigada se perdeu na floresta; sofreu trinta e três baixas, sem ter participado de qualquer ação significativa. Na Campanha do Norte da Virgínia, Early ficou conhecido por seu desempenho na batalha de Cedar Mountain e chegou em cima da hora para reforçar o major-general A. P. Hill à esquerda de Jackson em Stony Ridge, na Segunda Batalha de Bull Run.
Em Antietam, Early foi promovido para o comando de divisão quando seu comandante, Alexander Lawton, foi ferido. Lee ficou impressionado com seu desempenho e promoveu-o a esse nível. Em Fredericksburg, Early salvou o dia ao contra-atacar a divisão do major-general George Gordon Meade, que penetrou por uma brecha nas linhas defensivas de Jackson. Foi promovido a major-general em 17 de janeiro de 1863.
Em Chancellorsville, Lee deu-lhe uma força de 5.000 homens para defender Fredericksburg em Marye's Heights contra as forças numericamente superiores (quatro divisões), sob o comando do major-general John Sedgwick. Early foi capaz de retardar as forças da União e imobilizou Sedgwick, enquanto Lee e Jackson atacavam o restante das tropas da União a oeste. Posteriormente, o ataque de Sedgwick a Early em Marye's Heights é às vezes conhecido como a Segunda Batalha de Fredericksburg.

### Gettysburg e a Campanha Overland
Durante a Campanha de Gettysburg, Early comandou uma divisão no corpo de exército do tenente-general Richard Ewell Stoddert. Suas tropas foram fundamentais para derrotar os defensores da União em Winchester, capturando muitos prisioneiros, e liberando o vale do Shenandoah para as forças de Lee que se aproximavam. A divisão de Early, acrescida com a cavalaria, mais tarde marchou em direção ao leste, através de South Mountain na Pensilvânia, confiscando suprimentos vitais e cavalos ao longo do caminho. Early capturou Gettysburg em 26 de junho e exigiu um resgate, que nunca foi pago. Dois dias depois, entrou no condado de York e tomou York, a maior cidade nortista a cair nas mãos dos confederados durante a guerra. Ali, as exigências do seu resgate foram parcialmente cumpridas, incluindo um pagamento de 28.000 dólares em dinheiro. Em 28 de junho soldados sob o comando de Early alcançaram o rio Susquehanna, o ponto mais distante da Pensilvânia onde uma força organizada confederada iria penetrar. Em 30 de junho, Early foi chamado de volta por Lee com a intenção de concentrar seu exército para se preparar contra as forças federais que se aproximavam.
Aproximando-se de Gettysburg pelo nordeste em 1 de julho de 1863, a divisão de Early compôs o flanco mais à esquerda da linha confederada. Ele facilmente derrotou a divisão do brigadeiro-general Francis C. Barlow (parte do XI Corpo de exército da União), causando três vezes mais vítimas para os defensores do que as sofridas por ele, e forçou os soldados da União a recuarem pelas ruas da cidade, capturando muitos deles. No segundo dia em Gettysburg, atacou Cemetery Hill Oriental como parte dos esforços de Ewell sobre o flanco direito da União. Apesar do sucesso inicial, os reforços da União chegaram para expulsar duas brigadas de Early. No terceiro dia, Early destacou uma brigada para auxiliar a divisão do major-general Edward "Allegheny" Johnson em um ataque mal sucedido a Culp's Hill. Os elementos da divisão de Early cobriram a retaguarda do exército de Lee durante a sua retirada de Gettysburg em 4 e 5 de julho.
Early serviu no vale do Shenandoah durante o inverno de 1863-1864. Durante este período, ocasionalmente atuou como comandante do corpo de exército durante os afastamentos de Ewell por motivo de doença. Em 31 de maio de 1864, Lee expressou sua confiança na iniciativa e habilidades de Early em níveis mais altos de comando, promovendo-o ao posto temporário de tenente-general.
Após seu retorno do vale, Early lutou na batalha do Wilderness e assumiu o comando do Terceiro Corpo de exército por motivo de doença de seu comandante A. P. Hill durante a marcha para interceptar o tenente-general Ulysses S. Grant em Spotsylvania Court House. Em Spotsylvania, Early ocupou o relativamente calmo flanco direito do Mule Shoe. Na batalha de Cold Harbor, Lee substituiu o ineficaz Ewell por Early como comandante do Segundo Corpo de exército.

### O Vale, 1864

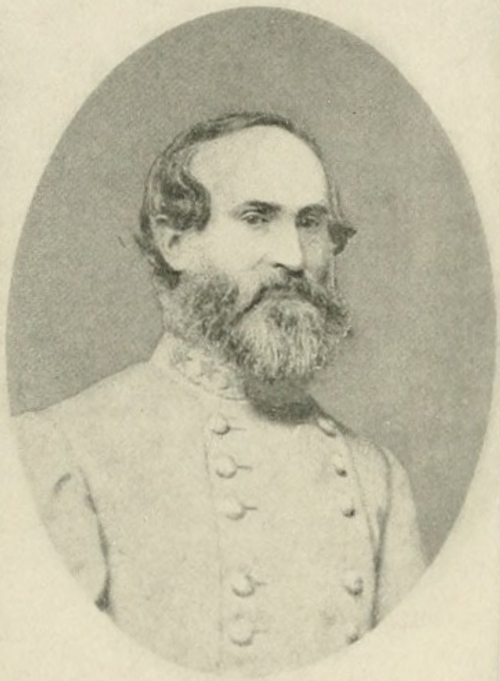
O general confederado Jubal A. Early.

A missão mais importante de Early ocorreu no verão e outono, nas Campanhas do Vale de 1864, quando comandou a última invasão do Norte pela Confederação. Como o território confederado estava sendo rapidamente capturado pelos exércitos da União comandados por  Grant e pelo major-general William Tecumseh Sherman, Lee enviou o corpo de exército de Early para varrer as forças da União do vale do Shenandoah e ameaçar Washington, D.C., na esperança de obrigar Grant a diluir suas forças contra Lee nas proximidades de Richmond e Petersburg, Virgínia.
Early retardou sua marcha durante vários dias em uma tentativa fútil de capturar uma pequena força sob o comando de Franz Sigel em Maryland Heights perto de Harpers Ferry. Ele deu folga para seus homens de 4 até 6 de julho. Embora os elementos do seu exército chegassem até os arredores de Washington em um momento em que a cidade estava indefesa, sua demora em Maryland Heights impediu-o de ser capaz de atacar a capital.
Durante o tempo em que Early esteve na campanha de Maryland Heights, Grant enviou duas divisões do VI Corpo de exército do Exército do Potomac para reforçar o major-general da União Lew Wallace. Com 5.800 homens, ele atrasou Early por um dia inteiro na batalha de Monocacy, permitindo que mais tropas da União chegassem a Washington e fortalecessem suas defesas. A invasão de Early causou pânico considerável em Washington e Baltimore, e ele foi capaz de chegar até os arredores de Washington. Early enviou alguns elementos da cavalaria sob o comando do brigadeiro-general John McCausland para o lado oeste de Washington.
Sabendo que não tinha força suficiente para capturar a cidade, Early comandou escaramuças a Fort Stevens e a Fort DeRussy. As forças de oposição também tiveram duelos de artilharia em 11 e 12 de julho. Abraham Lincoln assistiu a luta nos dois dias do parapeito em Fort Stevens, seu corpo magro era um alvo claro para o fogo militar hostil. Depois que Early se retirou, ele disse a um de seus oficiais: "Major, nós não tomamos Washington, mas amedrontamos Abe Lincoln como o inferno".
Early cruzou o rio Potomac em Leesburg, Virgínia, em 13 de julho e, em seguida, retirou-se para o vale do Shenandoah. Derrotou o exército da União, sob o comando do brigadeiro-general George Crook em Kernstown em 24 de julho de 1864. Seis dias depois, ordenou que sua cavalaria incendiasse a cidade de Chambersburg, Pensilvânia, em retaliação a ordem do major-general David Hunter para queimar as casas de vários proeminentes simpatizantes sulistas no condado de Jefferson, Virgínia Ocidental no início daquele mês. No começo de agosto, a cavalaria de Early e as forças de guerrilha atacaram a ferrovia Baltimore e Ohio em vários trechos.
Percebendo que Early poderia facilmente atacar Washington, Grant enviou um exército sob o comando do major-general Philip Sheridan para subjugar suas forças. Às vezes ultrapassando em três vezes o número de soldados confederados, Sheridan derrotou Early em três batalhas, começando no início de agosto, e devastando grande parte das propriedades agrícolas no vale do Shenandoah. Ele assegurou que eles não pudessem apoiar o exército de Lee. Em um brilhante ataque surpresa, Early inicialmente derrotou dois terços do exército da União na batalha de Cedar Creek em 19 de outubro de 1864. Em seu despacho pós-batalha para Lee, Early afirmou que seus soldados estavam famintos e exaustos e saíam de suas posições para pilhar o acampamento da  União. Isso permitiu que Sheridan conseguisse tempo para reunir suas tropas desmoralizadas e transformasse a sua derrota pela manhã em vitória sobre o Exército confederado naquela tarde. Um dos principais subordinados de Early, o major-general John Brown Gordon, em suas memórias de 1904, atestou que foi a decisão de Early de suspender o ataque durante seis horas no início da tarde, e não a desorganização nas posições, que levou à derrota ocorrida à tarde.
A maioria dos homens do corpo de exército de Early se juntou a Lee em Petersburgo, em dezembro, enquanto Early permaneceu no Vale para comandar uma força mínima. Quando sua força foi quase destruída em Waynesboro, em março de 1865, Early escapou por pouco da captura com alguns membros de sua equipe. Lee exonerou Early de seu comando logo após o confronto, porque duvidou da capacidade de Early de inspirar confiança nos homens que ele teria que recrutar para continuar as operações. Ele escreveu para Early da dificuldade desta decisão:

## Carreira pós-guerra
Quando o Exército da Virgínia do Norte se rendeu em 9 abril de 1865, Early escapou para o Texas a cavalo, onde esperava encontrar uma força confederada que ainda resistia. Prosseguiu para o México, e de lá, partiu para Cuba e Canadá. Morando em Toronto, escreveu suas memórias, A Memoir of the Last Year of the War for Independence, in the Confederate States of America, que se concentrou em sua campanha no vale do Shenandoah. O livro foi publicado em 1867.
Early foi perdoado em 1868 pelo presidente Andrew Johnson, mas ainda permaneceu um rebelde anti-reconstrução. Em 1869, voltou para a Virgínia e retomou a prática do Direito. Esteve entre aqueles que promoveram o movimento Lost Cause. Criticou as ações do tenente-general James Longstreet em Gettysburg. Juntamente com o ex-general P.G.T. Beauregard, Early esteve envolvido com a Loteria da Louisiana.
Aos setenta e sete anos, depois de cair de um lance de escadas, Early morreu em Lynchburg, Virgínia. Foi sepultado na mesma cidade, em Spring Hill Cemetery.

## Legado

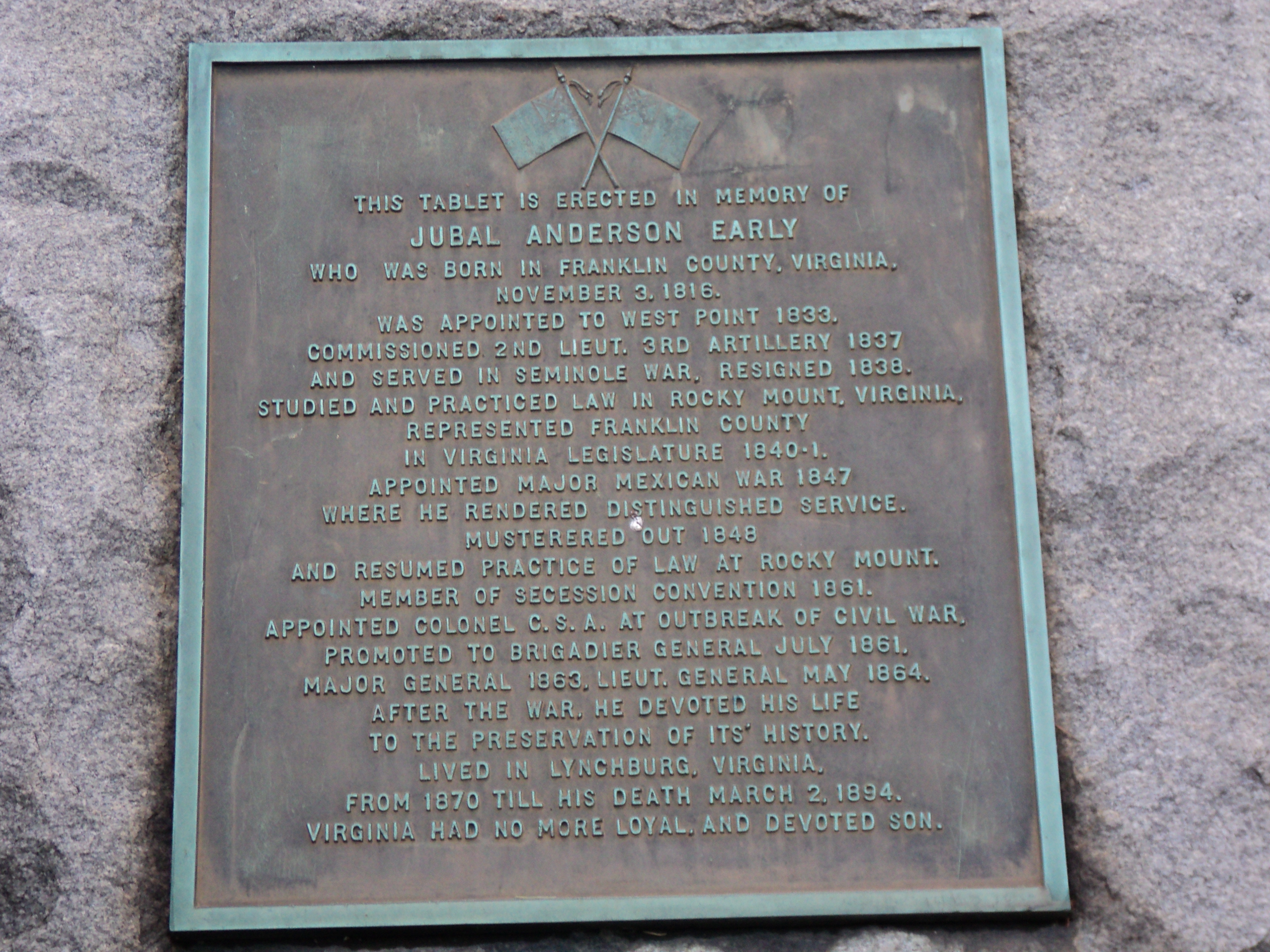
Placa em homenagem a Jubal Early, Rocky Mount, Virgínia.

A inspiração original de Early para suas opiniões sobre a Lost Cause pode ter vindo do general Robert Edward Lee. Na ordem de despedida de Lee publicada para o Exército da Virgínia do Norte, o general falou dos "esmagadores recursos e números" que o exército confederado combatida. Em uma carta para Early, Lee pediu informações sobre os pontos fortes do inimigo de maio de 1864 a abril de 1865, o período no qual seu exército estava engajado contra o tenente-general Ulysses S. Grant (a Campanha Overland e o Cerco de Petersburg). Lee escreveu: "Meu único objetivo é transmitir, se possível, a verdade para a posteridade, e fazer justiça aos nossos bravos soldados". Lee pediu todas as "estatísticas com relação a números, destruição de propriedades privadas pelas tropas federais, etc." porque tinha a intenção de demonstrar a discrepância de forças entre os dois exércitos. Acreditava que "seria difícil fazer com que o mundo entendesse as diferenças contra as quais lutamos". Referindo-se à matéria de jornal que o acusou de ter culpa na perda da guerra, ele escreveu: "Eu não pensei previamente em noticiar, ou até mesmo corrigir distorções de minhas palavras e atos. Teremos de ser pacientes, e sofrer por algum tempo, pelo menos. ... Atualmente, a opinião pública não está preparada para receber a verdade". Todos estes foram temas que Early e os escritores do Lost Cause ecoariam por décadas.
Os temas do movimento Lost Cause também foram empregados por associações que honravam a memória das vítimas da guerra, como a Veteranos Confederados Unidos e as Filhas Unidas da Confederação. Até certo ponto, esse conceito ajudou os sulistas (brancos) a lidarem com as dramáticas mudanças sociais, políticas e econômicas da era pós-guerra, incluindo a Reconstrução.
As contribuições de Early para os últimos dias da Confederação foram consideradas muito significativas. Alguns historiadores afirmam que ele prorrogou a guerra por mais seis ou nove meses por causa de seus esforços em Washington, D.C., e no vale do Shenandoah. A seguinte citação resume uma opinião defendida por seus admiradores:
Early era um declarado adepto da supremacia branca e desprezava os abolicionistas. No prefácio de suas memórias, Early escreveu sobre os ex-escravos como "nativos bárbaros da África", a quem ele acreditava estarem "em uma condição civilizada e cristianizada" como consequência de sua escravização. Ele continuou:
O Criador do Universo os estampou, indelevelmente, com uma cor diferente e uma organização inferior física e mental. Ele não fez isso por mero capricho ou impulso, mas com um propósito sábio. Uma mistura das raças era uma violação dos Seus desígnios ou Ele não os teria feito tão diferentes. Este imenso número de pessoas não poderia ser transportado de volta para a floresta de onde seus antepassados foram tirados, ou, se isso pudesse ter sido feito, teria resultado em suas recaídas à barbárie. Razão, senso comum, a verdadeira humanidade para o preto, bem como a segurança da raça branca, exigiram que a raça inferior devesse ser mantida em estado de subordinação. As condições da escravatura doméstica, tal como existia no Sul, não só resultou em uma grande melhora na condição física e moral da raça negra, mas tinha fornecido uma classe de trabalhadores tão feliz e contente como qualquer outra no mundo.

## Honras
- O barco em White's Ferry, a única balsa ainda em operação no rio Potomac, recebe o nome de General Jubal A. Early em sua homenagem.[12]
- A via principal de Winchester, Virgínia tem o nome de "Jubal Early Drive" em sua homenagem.
- A Virginia Route 116 de Roanoke City para Virginia Route 122 no condado de Franklin recebe o seu nome.  No condado de Roanoke, ela é chamada de "JAE Valley Road," incorporando as iniciais de Jubal Anderson Early. No condado de Franklin, ela é chamada de "Jubal Early Highway." O trecho no condado de Franklin passa pelo local onde nasceu o general Early, que é identificado por uma marco histórico na rodovia.
- Há uma estátua de Early no gramado em frente ao fórum do condado de Franklin, Virgínia. A original foi destruída por um motorista bêbado. A nova estátua data de 2010.

## Na mídia popular
- Early foi retratado por MacIntyre Dixon no filme de 1993 Gettysburg, baseado no romance de Michael Shaara, The Killer Angels. Suas cenas aparecem apenas no lançamento de Director's Cut.
- O caçador de recompensas em "Objects in Space", o episódio final da série de Joss Whedon Firefly recebe o nome de Jubal Early, porque afirmam que Nathan Fillion é descendente do general. Ele é interpretado por Richard Brooks.
- No filme de Jean-Claude Van Damme, Inferno, um personagem principal tem o nome de Jubal Early (que é interpretado por Pat Morita).

## Leituras adicionais
- Early, Jubal A. The Campaigns of Gen. Robert E. Lee: An Address by Lt. Gen. Jubal A. Early before Washington & Lee University, January 19, 1872. Baltimore: John Murphy & Co., 1872. OCLC 44086028.
- Early, Jubal A., e Ruth H. Early. Lieutenant General Jubal Anderson Early, C.S.A.: Autobiographical Sketch and Narrative of the War Between the States. Philadelphia: J.B. Lippincott Company, 1912. OCLC 1370161.
- Douglas S. Freeman R. E. Lee, A Biography. 4 vols. New York: Charles Scribner's Sons, 1934–35. OCLC 166632575.
- Leepson, Marc. Desperate Engagement: How a Little-Known Civil War Battle Saved Washington D.C., and Changed American History. New York: Thomas Dunne Books (St. Martin's Press), 2005. ISBN 978-0-312-38223-0.